# آمنة اللوه
آمنة اللوه (1926 - 2015)، هي أديبة وصحفية مغربية من مواليد مدينة الحسيمة. يعد نص الملكة خناثة قرينة المولى إسماعيل لآمنة اللوه حسب الباحثين كأوّل ظهور للرواية النسائية المكتوبة بالعربية في المغرب العربي.

## مسيرتها
هي آمنة بنت عبد الكريم اللوه، أديبة مغربية ولدت سنة 1926م بالحسيمة , نشأت في مدينة تطوان حيث تلقت كل من تعليمها الابتدائي والثانوي، بعد ذلك التحقت بكلية الأدب بجامعة مدريد حيث نالت إجازتها سنة 1957 م وبذلك تكون أول فتاة مغربية تمنح لها هذه الشهادة من جامعة مدريد، وبذات الجامعة حصلت فيما بعد على دكتوراه الدولة في الآداب فنالتها بٱمتياز تام سنة 1978م.

## من الوظائف والخدمات الاجتماعية التي شغلتها
- معلمة وأستاذة في كل من التعليم الابتدائي والثانوي بمدرسة المعلمات.
- إدارة كل من المدرسة الابتدائية رقم 1 و المعهد الثانوي ومدرسة المعلمات والقسم الداخلي للبنات في مدينة تطوان .
- مفتشة التعليم النسوي بالرباط و نواحيها .
- نشرت مقالات عدة في موضوعات اجتماعية بمختلف الصحف
- وجهت سلسلة أحاديث استنهاضية لبنات جنسها في الإذاعة
- عضو في اللجنة الملكية لإصلاح التعليم.

## انتاجها
لها عدة مؤلفات منها المطبوع ومنها المخطوط، من بينها :
- الملكة خناثة قرينة المولى إسماعيل ( نالت سنة [1954] جائزة المغرب للآداب )
- كتاب عن الطفولة المغربية.
- كتاب عن تاريخ التعليم العربي بأقاليم المغرب الشمالية
- كتاب عن سيرة أخوالها الخطابيين الورياغليين

## الأوسمة والجوائز
- جائزة المغرب للآداب سنة 1954
- حصلت قبل استقلال البلاد على الوسام المهدوي من حكومة الشمال
- حصلت بعد استقلال البلاد على وسام العرش من درجة فارس سنة 1988

## وصلات خارجية
- آمنة اللوه على موقع أرشيف الشارخ.